# Martfű
Martfű – miasto na Węgrzech, w komitacie Jász-Nagykun-Szolnok.

## Przemysł obuwniczy
W latach 1941–1942 w miejscowości powstał jeden z zakładów Baty (Cikta Cipőgyár/Shoe Factory). Po upaństwowieniu w roku 1949 i zmianie nazwy na Tisza Cipőgyár stały się największym zakładem obuwniczym w kraju. W roku 2009 zakłady zbankrutowały. 

## Miasta partnerskie
- Tăuții-Măgherăuș
- Tuchów